# Ди Руца (Фрозиноне)
Ди Руца је насеље у Италији у округу Фрозиноне, региону Лацио.
Према процени из 2011. у насељу је живело 13 становника. Насеље се налази на надморској висини од 115 м.